# Коронавірусна хвороба 2019 на Новій Каледонії
Епідемія коронавірусної хвороби 2019 на Новій Каледонії — це поширення пандемії коронавірусної хвороби 2019 на територію Нової Каледонії. Перший випадок хвороби у цій заморській території Франції зареєстровано 18 березня 2020 року. Усі випадки зареєстровані на головному острові території Нова Каледонія, та тривалий час реєструвались лише випадки, завезені з-за меж її території. Станом на 7 травня всі перші випадки хвороби на Новій Каледонії одужали.
7 вересня 2021 року Нова Каледонія повідомила про 3 нові випадки захворювання з місцевою передачею вірусу, що призвело до двотижневого карантину та обмежень на поїздки по території острова. До 14 вересня на острові було зареєстровано 2 смерті, а кількість активних випадків хвороби зросла до 821. У відповідь влада Нової Каледонії запровадила на території комендантську годину з ночі до світанку.

## Хронологія
17 березня 2020 року президент уряду Нової Каледонії Тьєррі Санта повідомив про намір призупинити міжнародне транспортне сполучення з Новою Каледонією для запобігання поширення хвороби, при цьому всі особи, які прибувають до Нової Каледонії, повинні відбути обов'язкову самоізоляцію, а за невиконання цього розпорядження накладається штраф.
18 березня були підтверджені перші два випадки коронавірусної хвороби на Новій Каледонії.
З 40 тестувань, проведених 21 березня, було підтверджено два випадки хвороби, загальна кількість випадків зросла до 4.
25 березня було зареєстровано 4 нових випадки хвороби, загальна кількість хворих зросла до 14.
27 березня повідомлено про один новий випадок хвороби. Цей випадок завезений з-за меж Нової Каледонії, загальна кількість випадків хвороби зросла до 15.
7 травня 2020 року всі зареєстровані до цього хворі одужали, на Новій Каледонії не залишилось активних випадків хвороби.
15 липня 2020 року повідомлено про один новий випадок коронавірусної хвороби, загальна кількість випадків зросла до 22.
Станом на грудень 2020 року на території Нової Каледонії не було зареєстровано. Проте у кількох працівників силових структур Франції, які прибули для зупинення протестів, які розпочались 2020 року на Новій Каледонії, виявлено позитивні результати тестування на коронавірус. Унаслідок цього влада островів Луайоте заборонила французьким силовикам перебування на островах, оскільки їм дозволили достроково припинити обов'язковий карантин.
7 березня 2021 року зареєстровано перші випадки місцевої передачі вірусу на Новій Каледонії, 9 випадків хвороби виявлено поза карантином в осіб, які прибули з островів Волліс і Футуна, де також повідомлялося про випадки місцевої передачі вірусу. 14 березня на Новій Каледонії запроваджено 14-денний локдаун.
Станом на 30 серпня Нова Каледонія була вільною від COVID-19; на території зафіксовано 135 випадків, але летальних випадків не було.
6 вересня 2021 року Нова Каледонія повідомила про 3 випадки дельта-варіанту з місцевою передачею вірусу. Ці 3 випадки не були пов'язані між собою, і виявлені в осіб, які нікуди не виїздили, що свідчить про те, що вірус циркулює серед населення. У відповідь органи охорони здоров'я розпочали розслідування для виявлення контактів і ланцюга передачі.
8 вересня адміністрація провінції островів Луайоте підтвердила, що 4 особи на острові Ліфу мали позитивний результат тестування на COVID-19. Того ж дня уряд Нової Каледонії підтвердив, що 7 хворих з COVID-19 перебувають у лікарні в Нумеа, включаючи хворого, переведеного з Ліфу. Станом на 8 вересня уряд Нової Каледонії підтвердив загалом 16 активних випадків хвороби, 6 із яких перебували у відділенні інтенсивної терапії в Нумеа. Жоден з цих хворих не була вакцинований.
Станом на 9 вересня було зареєстровано 66 випадків місцевої передачі вірусу, пов'язаних зі спалахом у вересні 2021 року. Органи охорони здоров'я виявили 12 кластерів, контактних осіб просять перейти на ізоляцію та пройти тестування.
10 вересня Нова Каледонія повідомила про першу смерть, пов'язану з COVID-19, 75-річного чоловіка, який помер у лікарні. Було зареєстровано 51 новий випадок хвороби, що довело загальну кількість активних випадків до 117.
14 вересня Нова Каледонія повідомила про 256 нових випадків дельта-варіанту, внаслідок чого загальна кількість випадків, пов'язаних із спалахом у вересні 2021 року, досягла 821, 7 хворих перебували у відділенні інтенсивної терапії, 2 хворих померли.
15 вересня Нова Каледонія повідомила про ще 3 смерті, внаслідок чого кількість померлих зросла до 4. Того ж дня було зареєстровано 329 нових випадків хвороби, 15 з яких перебували в реанімації, що довело загальну кількість хворих до 1150.
До 17 вересня кількість померлих зросла до 7, тоді як кількість активних випадків зросла до 2386. У лікарні перебувало 161 людина.
Станом на 18 вересня кількість померлих зросла до 24. У лікарнях перебувало 211 осіб, з них 29 – у реанімації.
До 22 вересня в Новій Каледонії зареєстровано 16 нових смертей. 52 особи перебували в реанімації, 323 госпіталізовані.
Станом на 29 вересня Нова Каледонія повідомила про 338 нових випадків і 57 хворих у відділенні інтенсивної терапії, в результаті чого загальна кількість випадків, пов'язаних із спалахом у вересні 2021 року, досягла 7176. Повідомлялося про 13 смертей, що довело кількість померлих до 114.
2 жовтня 2021 року кількість померлих зросла до 129. Загальна кількість випадків хвороби зросла до 7619, 4300 хворих одужали. За словами президента Мапоу, 96 % померлих були невакцинованими, середній вік становив 71 рік, а наймолодшому – 40 років. Серед померлих 56 % - канаки, 22% - воллісці та футунці, а 22 % - представники інших громад. Було госпіталізовано 300 хворих, 56 з них – у реанімації.
4 жовтня було зареєстровано 7 смертей, що збільшило кількість смертей до 157. Було зареєстровано 155 нових випадків хвороби, що довело загальну кількість до 8142 з початку спалаху на початку вересня 2021 року. 5810 хворих одужали. 277 хворих перебували в лікарнях, ще 109 перебували в готелях.
23 січня 2022 року радіо Нової Зеландії повідомило, що Нова Каледонія повідомляла про 300 нових випадків в середньому на добу, після того, як Омікрон-варіант SARS-CoV-2 досяг території острова на початку січня.

## Урядові заходи
17 березня 2020 року президент острова Тьєррі Санта оголосив про плани призупинити прибуття авіарейсів для запобігання поширення інфекції, при цьому всі прибуваючі залишатимуться на карантині, а недотримання цих вимог каратиметься штрафом.
9 березня 2021 року влада Франції запровадила 14-денний локдаун на території Нової Каледонії після того, як було виявлено 9 випадків хвороби серед прибулих з Волліса і Футуни.
У відповідь на спалах місцевої передачі дельта-варіанту у вересні 2021 року уряд Нової Каледонії запровадив двотижневий карантин на своїй території. Згідно із запровадженими умовами карантину, будь-хто в громадських місцях повинен мати при собі письмовий документ, що підтверджує дозвіл на пересування. Крім того, припинили роботу авіакомпанії та пороми, за винятком рейсів з медичним персоналом. Крім того, усі школи в Південній провінції були закриті на 2 тижні, а всі рейси на острови Луайоте були скасовані.
Через зростання кількості випадків захворювання на початку вересня 2021 року уряд Нової Каледонії звернувся до всього медичного та парамедичного персоналу, включаючи ветеринарів, із закликом допомогти в боротьбі з COVID-19. 10 вересня новокаледонські члени парламенту Франції звернулися до уряду Франції з проханням надіслати більше медичного персоналу через брак спеціалістів, необхідних для укомплектування відділень інтенсивної терапії в лікарнях.
14 вересня 2021 року верховний комісар Нової Каледонії Патріс Фор запровадив комендантську годину на всій території з 21:00 до 5:00. Місцеві газетні агентства повинні були закритися, але супермаркетам дозволили залишатися відкритими.
2 жовтня 2021 року президент острова повідомив, що карантин і нічна комендантська година залишаюся в силі. Верховний комісар Фор повідомив, що 103 медичні працівники з метрополії прибудуть наступного тижня, доповнивши 174 співробітники, які вже були в наявності.
12 жовтня 2021 року уряд Нової Каледонії звернувся по допомогу до французької армії в боротьбі з поширенням COVID-19. Уряд заявив, що французькі військові можуть створити 10 відділень інтенсивної терапії в головній лікарні Нумеа та лікувати від 30 до 60 осіб протягом кількох тижнів. Крім того, було встановлено повітряний міст між Новою Каледонією та Францією, щоб зменшити навантаження на лікарню Нумеа. Влада Нової Каледонії також запровадила медичні перепустки, необхідні для відвідування ресторанів, музеїв, а також внутрішніх повітряних і поромних перевезень.
20 жовтня уряд Нової Каледонії скасував випускні іспити в середній школі через високий рівень пропусків школи серед учнів внаслідок пандемії COVID-19. Уряд Нової Каледонії також дозволив знову відкритися невеликим житловим агентствах за низки умов, включаючи контроль за станом здоров'я відвідувачів.
Наприкінці жовтня 2021 року уряд Нової Каледонії запровадив новий локдаун на вихідні у День усіх святих через пандемію COVID-19, заборонивши продаж алкоголю та закривши кладовища.
На початку листопада 2021 року уряд Франції пом'якшив обмеження на поїздки до Нової Каледонії на тій підставі, що ризик зараження на території є вищим і що обмеження на свободу пересування не становлять серйозного ризику для здоров'я. Особи, які в'їздили до Нової Каледонії, повинні бути повністю вакциновані, пройти тест після прибуття та провести тиждень в ізоляції в готелі або вдома.
8 листопада 2021 року уряд Франції виділив Новій Каледонії ще 46 мільйонів доларів США для покриття витрат на боротьбу з COVID-19, включаючи покриття витрат на обладнання, заходи з вакцинації та підсилення персоналу для лікарень. На початку листопада громадське життя в основному відновилося, але уряд скасував рішення про відновлення роботи кава-барів.
29 листопада 2021 року карантин у Новій Каледонії продовжили ще на три тижні. Театри, корпоративи, концерти, виставки та шлюби дозволено відновити за умови, що учасники нададуть паспорт вакцинації. Сімейні та церковні зібрання обмежені до 30 осіб. Нічна комендантська година продовжувала діяти, дискотеки були закриті.

## Політичний вплив
У середині жовтня 2021 року партія FLNKS, яка виступає за незалежність, закликала уряд Франції відкласти референдум про незалежність Нової Каледонії, запланований на 12 грудня 2021 року, до 2022 року через високий рівень зараження COVID-19 і значну кількість смертей серед канаків. Лідер противників незалежності Соня Бекес відкинула заклики відкласти референдум, посилаючись на високий рівень вакцинації на території, та стверджуючи, що табір прихильників незалежності раніше підтримував проведення грудневого референдуму. У той час як партії, які виступають проти незалежності, відновили передвиборчу кампанію, FLKNS закликав до бойкоту референдуму про незалежність і звинуватив французьку владу та політичні сили проти незалежності у використанні пандемії COVID-19 для впливу на громадську думку. Наприкінці жовтня верховний комісар Франції Патріс Фор оголосив, що 1400 поліцейських, включаючи 15 мобільних підрозділів, будуть направлені з метропольної території Франції для забезпечення «безпечного процесу голосування» в грудні.
Загалом 260 жителів Нової Каледонії померли від COVID-19 після першого сплеску випадків хвороби на архіпелазі на початку вересня, що спонукало місцевий уряд одноголосно проголосувати за обов'язкову вакцинацію всього дорослого населення. Цей захід призвів до повної вакцинації 66,31 % осіб, які отримали відповідні щеплення (75,58 % були частково вакциновані), і значного зниження рівня захворюваності станом на 28 жовтня 2021 року. На час референдуму 12 грудня канаки становили велику частку від 280 померлих від коронавірусу.
Противники незалежності, яких також називають лоялістами, відхилили заклики відкласти референдум, посилаючись на високий рівень вакцинації на території та стверджуючи, що табір прихильників незалежності раніше підтримував проведення грудневого референдуму. Лоялісти звинуватили прихильників незалежності у використанні пандемії, щоб виправдати відкладення референдуму, який вони нібито боялися програти, вказуючи на те, що пандемія показала роль Франції в хорошому світлі після відправлення з метрополії лікарів і вакцини, а також вливання 10 мільярдів тихоокеанських франків на допомогу місцевій економіці. Лоялісти не сприймали важливість подальшої кампанії за місяць до референдуму, у світлі трьох років поспіль референдумів з цього питання.
12 листопада президент острова підтвердив, що референдум про незалежність все одно буде проведено 12 грудня, враховуючи покращення епідеміологічної ситуації, коли кількість нових хворих за добу знизилася з пікових 272 до 40. Заяву президента острова вітали партії, які виступають проти незалежності острова, натомість партії, які виступають за незалежність, заявили, що не визнають результати референдуму.
У результаті рішення уряду Франції провести референдум про незалежність 12 грудня Фронт визволення канаків заявив, що не визнає результати референдуму та публічно оскаржить його на національному рівні Франції, на регіональному рівні. Тихого океану та на міжнародному рівні. НСФОК назвав рішення Парижа не відкладати референдум «оголошенням війни». Каролін Гравела з Університету Нової Каледонії стверджувала, що це була політична проблема, але вона не вплинула на результат, «оскільки розрив між голосами «за» і «ні», ймовірно, не скоротився б до рівня що сторона «так» виграла б».
12 грудня виборці в Новій Каледонії переважною більшістю голосів відкинули незалежність: 96,50 % проголосували проти незалежності та 3,50 % за незалежність. Через кампанію бойкоту партій, які виступають за незалежність, явка виборців склала лише 40 % населення, яке має право голосу. Явка виборців була особливо низькою в районах, де більшість населення складають канаки.

## Соціальний вплив
10 січня 2022 року тисяча людей вийшли на марш у Нумеа, щоб протестувати проти продовження вакцинацію та політики обов'язкової вакцинації уряду Нової Каледонії. Хоча марш порушив встановлене урядом обмеження щодо громадських зібрань у 30 осіб, поліція не розігнала акцію протесту через присутність дітей. Ближче до кінця мітингу поліція застосувала сльозогінний газ, щоб розігнати частину демонстрантів. 18 січня речник громадської організації ReinfoCovid NC Гаель Вері була заарештована поліцією за її роль в організації протесту в Нумеа.

## Економічний вплив
На початку листопада 2021 року міжнародна авіакомпанія Нової Каледонії «Aircalin» запросила кредит у розмірі 30 мільйонів доларів США для перезапуску та розширення своєї мережі у 2022 році. Перевізник планував відновити рейси до Австралії та Нової Зеландії та відкрити новий маршрут до Сінгапуру.

## Вакцинація
Станом на 30 серпня 2021 року 32 % населення Нової Каледонії були вакциновані. Провідний медичний спеціаліст доктор Тьєррі Де Греслан закликав владу подвоїти рівень вакцинації, попередивши, що принаймні 60 % населення повинні бути вакциновані, щоб запобігти колапсу системи охорони здоров'я острова. Президент уряду Нової Каледонії Луїс Мапоу заявив, що обов'язкові щеплення більше не є табу.
4 вересня 2021 року конгрес Нової Каледонії одноголосно проголосував за обов'язкову вакцинації проти COVID-19. Новий закон, який набуде чинності, коли його опублікують, дозволяє Франції зобов'язати всіх, хто прибуває до Нової Каледонії, пройти повну вакцинацію. У той час як автономний статус Нової Каледонії надає їй контроль над охороною здоров'я на своїй території, Франція відповідає за контроль на кордоні території.
Станом на 15 вересня 2021 року 112334 особи отримали першу дозу вакцини, тоді як 77109 отримали обидві дози. За даними уряду Нової Каледонії, 28,45 % населення були вакциновані.
Станом на 29 вересня 2021 року було щеплено 31,47% населення території. Станом на 2 жовтня 34 % населення було повністю вакциновано, тоді як 65 % отримали одну дозу.
Станом на 4 жовтня 2021 року 66 % відповідного населення отримали одну дозу, тоді як 42 % населення були повністю вакциновані. У середині жовтня уряд Нової Каледонії домагався проведення круглого столу з роботодавцями та профспілками щодо закону, який зобов'язує медичних працівників зробити щеплення до кінця жовтня 2021 року. Партія «Тихоокеанське пробудження» подала прохання про продовження кінцевого терміну вакцинації до кінця року або для скасування обов'язкової вакцинації, якщо рівень вакцинації високий.
Станом на 8 листопада 2021 року щеплено 70 % населення Нової Каледонії старших 12 років.